# Jilles Vermaat
Jilles Vermaat (Den Haag, 4 september 1945 – Kenmare, 28 augustus 2017) was een Nederlands darter.
Vermaat speelde darts sinds 1970. Zijn grootste resultaat was het winnen van de Dutch Open in 1982. Hij won in de finale van Patrick Bolle. Vermaat was daarmee de eerste Nederlander die het officiële Dutch Open won. Ook was Vermaat lange tijd speler en bondscoach van het Nederlands dartsteam. Vermaat was erelid van de Dartbond Duin en Bollenstreek Rijnland en heeft hier dan ook jaren gespeeld. Tevens was hij manager van het dames Laco Team. 
Vermaat overleed op 28 augustus 2017 in Kenmare in Ierland. Daar was hij enkele jaren eerder met zijn vrouw Margaret naartoe verhuisd.

## Resultaten op Wereldkampioenschappen

### WDF
- 1977: Voorronde (verloren van Rab Smith met 1-4)
- 1979: Laatste 64 (verloren van Jerry Umberger)
- 1989: Laatste 32 (verloren van Eric Bristow met 3-4)
- 1995: Laatste 128 (verloren van Ari Ilmanen met 1-4)